# Canton de Roanne-2
Le canton de Roanne-2 est une circonscription électorale française du département de la Loire.

## Histoire
Un nouveau découpage territorial de la Loire entre en vigueur à l'occasion des élections départementales de 2015. Il est défini par le décret du 26 février 2014, en application des lois du 17 mai 2013 (loi organique 2013-402 et loi 2013-403). Les conseillers départementaux sont, à compter de ces élections, élus au scrutin majoritaire binominal mixte. Les électeurs de chaque canton élisent au Conseil départemental, nouvelle appellation du Conseil général, deux membres de sexe différent, qui se présentent en binôme de candidats. Les conseillers départementaux sont élus pour 6 ans au scrutin binominal majoritaire à deux tours, l'accès au second tour nécessitant 12,5 % des inscrits au 1er tour. En outre la totalité des conseillers départementaux est renouvelée. Ce nouveau mode de scrutin nécessite un redécoupage des cantons dont le nombre est divisé par deux avec arrondi à l'unité impaire supérieure si ce nombre n'est pas entier impair, assorti de conditions de seuils minimaux. Dans la Loire, le nombre de cantons passe ainsi de 40 à 21.
Le canton de Roanne-2 est formé de communes de l'ancien canton de Roanne-Sud (3 communes) et d'une fraction de Roanne. Il est entièrement inclus dans l'arrondissement de Roanne. Le bureau centralisateur est situé à Roanne.

## Représentation
| Période élective | Période élective | Mandat | Mandat   | Identité             | Nuance | Nuance | Qualité                                                        |
| ---------------- | ---------------- | ------ | -------- | -------------------- | ------ | ------ | -------------------------------------------------------------- |
| 2015             | 2021             | 2015   | 2021     | Éric Michaud         |        | PS     | Employé au Palais de justice, 2ème adjoint au maire de Riorges |
| 2015             | 2021             | 2015   | 2021     | Pascale Vialle-Dutel |        | PS     | Conseillère municipale de Roanne jusqu'en 2020                 |
| 2021             | 2028             | 2021   | en cours | Farida Ayadène       |        | DVD    | Auxiliaire de puériculture, Adjointe au maire de Villerest.    |
| 2021             | 2028             | 2021   | en cours | Lucien Murzi         |        | LR     | Officier de police à la retraite, adjoint au maire de Roanne   |

### Résultats détaillés

#### Élections de mars 2015
À l'issue du 1er tour des élections départementales de 2015, trois binômes sont en ballottage : Emilie Ambler et Philippe Perron (DVD, 29,91 %), Véronique Hulard et Pascal Wojtalik (FN, 29,87 %) et Eric Michaud et Pascale Vialle-Dutel (PS, 28,79 %). Le taux de participation est de 48,56 % (9 923 votants sur 20 435 inscrits) contre 48,48 % au niveau départemental et 50,17 % au niveau national.
Au second tour, Éric Michaud et Pascale Vialle-Dutel (PS) sont élus avec 36,34 % des suffrages exprimés et un taux de participation de 52,91 % (3 769 voix pour 10 812 votants et 20 435 inscrits).

#### Élections de juin 2021
Le premier tour des élections départementales de 2021 est marqué par un très faible taux de participation (33,26 % au niveau national). Dans le canton de Roanne-2, ce taux de participation est de 30,9 % (5 974 votants sur 19 336 inscrits) contre 30,05 % au niveau départemental. À l'issue de ce premier tour, deux binômes sont en ballottage : Éric Michaud et Pascale Vialle Dutel (Union à gauche, 36,07 %) et Farida Ayadene et Lucien Murzi (DVD, 32,01 %).
Le second tour des élections est marqué une nouvelle fois par une abstention massive équivalente au premier tour. Les taux de participation sont de 34,36 % au niveau national, 31,31 % dans le département et 34,78 % dans le canton de Roanne-2. Farida Ayadene et Lucien Murzi (DVD) sont élus avec 50,64 % des suffrages exprimés (3 189 voix pour 6 726 votants et 19 336 inscrits),,.

## Composition
| Nom                            | Code Insee | Intercommunalité          | Superficie (km2) | Population (dernière pop. légale)                | Densité (hab./km2) | Modifier                                    |
| ------------------------------ | ---------- | ------------------------- | ---------------- | ------------------------------------------------ | ------------------ | ------------------------------------------- |
| Roanne (bureau centralisateur) | 42187      | CA Roannais Agglomération | 16,12            | Fraction : 12 855 (2022) Commune : 35 364 (2022) | 2 194              | modifier les données · modifier les données |
| Riorges                        | 42184      | CA Roannais Agglomération | 15,51            | 11 034 (2022)                                    | 711                | modifier les données · modifier les données |
| Saint-Léger-sur-Roanne         | 42253      | CA Roannais Agglomération | 4,51             | 1 159 (2022)                                     | 257                | modifier les données · modifier les données |
| Villerest                      | 42332      | CA Roannais Agglomération | 14,82            | 5 175 (2022)                                     | 349                | modifier les données · modifier les données |
| Canton de Roanne-2             | 4212       |                           |                  | 30 223 (2022)                                    |                    | modifier les données                        |

Le nouveau canton de Roanne-2 comprend :
1. trois communes entières,
2. la partie de la commune de Roanne non incluse dans le canton de Roanne-1.

## Démographie
En 2022, le canton comptait 30 223 habitants, en évolution de +2,18 % par rapport à 2016 (Loire : +1,32 %, France hors Mayotte : +2,11 %).
| 2013   | 2018   | 2022   |
| ------ | ------ | ------ |
| 29 715 | 29 405 | 30 223 |